# Comté de Mercer (Missouri)
Pour les articles homonymes, voir Comté de Mercer.
Le comté de Mercer (en anglais : Mercer County) est un comté américain, situé dans l'État du Missouri. Son siège se trouve à Princeton. Lors du recensement des États-Unis de 2010, il compte 3 785 habitants.

## Comtés adjacents
| Comté de Decatur (Iowa) | Comté de Wayne (Iowa) |                   |
| Comté de Harrison       | comté de Mercer       | Comté de Putnam   |
|                         | Comté de Grundy       | Comté de Sullivan |

## Démographie
Lors du recensement de 2010, la ville comptait une population de 3 785 habitants. Elle est estimée, en 2017, à 3 678 habitants.